# Kralice na Hané
Kralice na Hané é uma comuna checa localizada na região de Olomouc, distrito de Prostějov.